# Яцик Петро Дмитрович
Петро Яцик (7 липня 1921 — 1 листопада 2001) — канадський підприємець українського походження та меценат.
Петро народився у селі Верхнє Синьовидне, що на Львівщині, в бідній селянській родині. Йому судилося стати відомим бізнесменом, меценатом та філантропом, фундатором Міжнародного благодійного фонду «Ліга українських меценатів» та Міжнародного конкурсу з української мови, який носить його ім'я.

## Молодість і освіта
Петро був найстаршим із семи дітей Мар'яни Меленчук і Дмитра Яцика, тож після ранньої раптової смерті батька увесь тягар господарства ліг на його плечі. Попри це, він закінчив у селі семирічну школу і почав відвідувати вечірні уроки із сільськогосподарської справи.
Петро Яцик приїхав у Канаду в 1949 році з двома доларами у кишені. Йому було 27 років. Після року праці в ресторані, він із двома українцями відкрив книжкову крамницю «Арка». Як пригадував Петро Яцик, магазинів із продуктами та одягом було багато, а українська книгарня в Торонто була одна.
«Нам пощастило, бо мали товар задарма. Їхали українці з Німеччини, мали по 50-100 книжок і щоби не тримати їх по пивницях, приносили до нас. Ми продавали книги, прибуток залишали, оплативши людям за проданий товар», — розповідав Петро Яцик у фільмі «Візія Петра Яцика», який знятий за його життя у середині 90-х років минулого століття.

## Кар'єра
У Торонто він працював на молокозаводі для CN, заснував книжковий магазин Arka, володів рестораном, меблевим магазином і співпрацював із 17 іншими у виробництві алюмінієвих вікон і дверей. Він наважився стати одноосібним будівельником і забудовником житлових будинків, заснувавши Accurate Builders Limited і Prombank Investment Limited у 1959 році. Кілька років потому він розгалужив промислово-комерційний розвиток. Група компаній «Промбанк» переживає його в другому поколінні.
« Протягом більшої частини свого дорослого життя Петро Яцик відзначав дві окремі, але пов'язані якості: своє українське коріння та свою канадську ідентичність. Жодному не дозволялося втручатися або принижувати іншого; кожен представляв окрему грань його гордості».
Бути чесним, багатим і жертовним, мабуть, це й було життєвою філософією Петра Яцика. Він вважав, що Україна та українці не повинні бути бідними, бо це не їхній природній стан. Він став багатим, але багатим меценатом.
У 1979 р. Яцик очолив комісію зі збору коштів на багатотомну україномовну Енциклопедія українознавства, що видавалася Науковим товариством імені Шевченка в Сарселі. Він визнав Енциклопедію незамінною основою українознавства. У 1984—1993 роках КІУС Альбертського університету завершив роботу над англійською версією Енциклопедії, яке опублікувало видавництво Торонтського університету. 
У 1986 році він заснував Освітній фонд імені Петра Яцика, метою якого є підтримка освітніх програм і академічних центрів у всесвітньо відомих університетах, спрямованих на наукове тлумачення та поширення об'єктивної інформації про Україну та українців, а також спонсорування інших ініціатив, які сприяють просуванню міжнародне усвідомлення України та її народу.
У 2000 році Яцик ініціював і повністю профінансував Міжнародний конкурс з української мови в Україні, який отримав офіційний статус Верховної Ради України. Наступні шість років основним спонсором був Освітній фонд Петра Яцика. Сьогодні мовний конкурс триває.

## Інші види діяльності
- Гарвардський український науково-дослідний інститут (HURI).
- Член комітету Фонду українознавства Гарвардського університету .
- Гарвардський візитний комітет, Гарвардський університет, Массачусетс.[2]
- Дорадчий комітет Гаррімана, Колумбійський університет, Нью-Йорк.[2]
- Спонсор українського фестивалю Bloor West Village з моменту заснування в 1995 році.
- Президент Української Католицької Кредитової Спілки Св. Йосифата (1958—1967).[2]
- Член Торгової ради Міссіссауги Канадської федерації незалежного бізнесу.[2]
- Член Українсько-Канадського професійно-ділового клубу.
- Член Канадсько-СРСР Ділової Ради.[2]
- Участь у канадських політичних виборах на муніципальному, провінційному та федеральному рівнях.[2]
- ПЛАСТ (українська скаутська організація).
- Опублікував численні статті в канадських та українських газетах.[2]

## Почесті
- У 1995 році отримав ступінь почесного доктора права Альбертського університету.[5]
- У 1996 році премія Президента України за меценатство українській культурі, освіті та науковій діяльності.
- У 2000 році нагороджений орденом князя Ярослава Мудрого V ст .[6]
- У 2001 році «Людина року України», Міжнародна благодійна премія.[7]

1. 1 2  Бібліотека Конгресу — Library of Congress.
2. 1 2 3 4 5 6 7 8  Reynolds, John Lawrence (2013). Leaving Home. Vancouver: Figure1PublisherInc. с. 62. ISBN 978-0-9918588-1-1.
3. ↑  University Programs – Harvard University, PETRO JACYK Education Foundation. petro-jacyk-foundation.org. Архів оригіналу за 28 березня 2019. Процитовано 28 березня 2019.
4. ↑  Welcome, PETRO JACYK Education Foundation. pjef.ca. Процитовано 29 березня 2024.
5. ↑  About | Canadian Institute of Ukrainian Studies. www.ualberta.ca. Архів оригіналу за 28 березня 2019. Процитовано 28 березня 2019.
6. ↑  Яцик Петро Дмитрович біографія, Нагороди. www.people.su. Архів оригіналу за 20 лютого 2020. Процитовано 23 грудня 2020.
7. ↑  Міжнародні премії 2001 Archives. Person of the Year (амер.). Процитовано 28 березня 2019.